# 瓦利維尤 (密蘇里州聖熱訥維耶沃縣)
瓦利維尤（英語：Valley View）是位於美國密蘇里州聖熱訥維耶沃縣的非建制地區。

## 地理
瓦利維尤所處的海拔為高於海平面184米（即604英呎），而該地所採用的時區為UTC-6，即北美中部時區（CST）。同時該地設有夏令時間，為UTC-6調快一小時，即UTC-5（CDT）。